# Gustavo Chams
Gustavo Chams (né le 28 mai 1994) est un photographe de mode, designer et artiste visuel brésilien. Il est connu pour avoir travaillé avec des célébrités telles que Gisele Bündchen, Isabeli Fontana, Gaspard Ulliel et Stella McCartney et pour avoir pris l'une de ses expositions comme tribune pour critiquer publiquement le président élu brésilien de 2019, Jair Bolsonaro, ce qui lui a valu des critiques mitigées. 

## Vie et carrière
Né et élevé à Santo André (São Paulo), au Brésil, Gustavo a commencé très jeune à travailler comme retoucheur numérique et opérateur graphique dans un laboratoire photographique local,. Quelques années plus tard, en tant que photographe, il a signé sa première couverture de mode qui lui a ensuite permis de travailler avec des célébrités locales brésiliennes. Son travail a acquis de la notoriété après avoir travaillé avec des célébrités telles que Gisele Bündchen, Thaila Ayala, Isabeli Fontana, Stella McCartney, Gaspard Ulliel et Caroline Trentini. En 2017, Gustavo a créé le projet du Printemps brésilien #BrazilianSpring, un manifeste artistique qui milite pour les changements politico-socio-culturels au Brésil—un printemps, en référence au printemps des peuples également connu sous le nom du printemps des révolutions. En 2018, Gustavo a tenu une exposition d'art solo à Vancouver, au Canada, critiquant publiquement le président brésilien élu en 2019, Jair Bolsonaro, le comparant au leader nazi Adolf Hitler. Gustavo a reçu des critiques mitigées à cause de cette exposition. Le Jornal de Toronto a déclaré que Gustavo représente la voix d'un groupe social s'opposant à la montée en puissance du mouvement politique de l'extrême droite au Brésil, mais il a également critiqué le fait qu'il ait poussé les choses un peu trop loin. Le Jornal GGN a déclaré que l'exposition de Gustavo est un portrait réaliste du vécu au Brésil après le coup d'État parlementaire de 2016 qui amorça une profonde répréhension face à la pire réalité économique et sociale jamais vue en 20 ans et qui a abouti à la montée en puissance du dirigeant de l'extrême droite Jair Bolsonaro (PSL). Gustavo a également tenu d'autres expositions d'art à différentes époques à travers le Brésil et au-delà.

## Expositions
- Pandemonium, Liquid Amber Gallery, 2019 – Vancouver, Canada
- Meandering, inflections, and angry camels, The Fields Exhibition and Project Space, 2018 – Vancouver, Canada [10],[8]
- Exposition de thèse : Brazilian Spring, Visual College of Art and Design, 2016 – Vancouver, Canada [7],[11]
- Total Work of Art, Markeshift Spaces, 2016 – Vancouver, Canada
- O corpo, Fotografe uma Idea, 2014 – São Paulo, Brazil
- Projeto Goela, Virtual Gallery, 2015 – São Paulo, Brazil